# Heinrich Bott
Heinrich Bott (* 6. November 1896 in Hanau; † 16. September 1973 in Schlüchtern) war ein deutscher Gymnasiallehrer und Historiker.

## Leben
Heinrich Bott besuchte die Hohe Landesschule in Hanau, an der er 1915 das Abitur ablegte. Anschließend studierte er Geschichte an der Universität Marburg, wo er 1920 promoviert wurde und 1922 die pädagogische Prüfung für das Lehramt an Gymnasien ablegte. 1918 war er noch zum Militärdienst eingezogen worden.
Zunächst fand er keine Anstellung als Lehrer und arbeitete  als Kassierer bei der Allgemeinen Ortskrankenkasse. 1930 wurde er Assessor im Schuldienst. 1933 lehnten aber die Nationalsozialisten seine Übernahme in den Schuldienst ab. Erst 1937 wurde er Studienrat. Zuletzt war er von 1951 bis 1961 Lehrer an der Karl-Rehbein-Schule in Hanau. Zugleich unterhielt er eine rastlose Forschungs- und Publikationstätigkeit zu historischen Themen, überwiegend zur Geschichte Hanaus. Letztendlich sollen 134 Veröffentlichungen zusammengekommen sein. Er war Mitglied in der Historischen Kommission für Hessen.
Höhepunkt seiner Arbeit war zum einen die Veröffentlichung zur Altstadt Hanau von 1953. Er dokumentierte darin – noch aus eigener Anschauung – die acht Jahre zuvor durch Luftangriffe, zuletzt durch den Luftangriff auf Hanau am 19. März 1945, untergegangene mittelalterlich / frühneuzeitliche Hanauer Altstadt und setzte ihr damit ein literarisches Denkmal. Zum andern ist die zweibändige Publikation von 1970/71 zur Gründung und zu den Anfängen der Hanauer Neustadt noch heute das grundlegende Werk zu dieser die Stadtgeschichte Hanaus und das ganze Umland prägenden Stadtgründung.
Heinrich Bott liegt auf dem Hauptfriedhof Hanau begraben.

## Ehrungen
1956 wurde Heinrich Bott Ehrenmitglied des Gelnhäuser Geschichtsvereins, 1966 des Hanauer Geschichtsvereins. Nach seinem Tod wurde eine Straße in Hanau nach ihm benannt. Die Heinrich-Bott-Straße (ehemals: Marienstraße) liegt in der Hanauer Altstadt.

## Familie
Verheiratet war Heinrich Bott mit Trudel, geb. Hüglin. Der Kunsthistoriker Gerhard Bott (1927–2022) ist ihr Sohn.

## Schriften
- De epitomis antiquis. Marburg, Phil. Dissertation 1920.
- 1100 Jahre Marköbel : 839-1939. Hanau 1939.
- Die Professoren der Hohen Landesschule zu Hanau 1665–1812. In: Mitteilungen der Hessischen Familiengeschichtlichen Vereinigung 7, 3. Darmstadt 1942.
- Die Altstadt Hanau. Baugeschichte, Häuserverzeichnis, Bilder. Ein Gedenkbuch zur 650-Jahrfeier der Altstadt Hanau. Hanau 1953.
- Gründung und Anfänge der Neustadt Hanau. 1596–1620. 2 Bände. Hanau:
  - Die Gründung der Neustadt Hanau = Hanauer Geschichtsblätter 22 (1970)
  - Die Anfänge der Neustadt Hanau = Hanauer Geschichtsblätter 23 (1971)
- mit Karl Dielmann: Hanau vom 12. bis zur Mitte des 17. Jahrhunderts. [Farbdruck 1: 5000]. In: Hessisches Landesamt für geschichtliche Landeskunde: Geschichtlicher Atlas von Hessen. Marburg 1978.